# Gordon (fluviu)
Fluviul Gordon (engleză Gordon River) este unul dintre cele mai mari ape curgătoare din Tasmania, (Australia). El are izvorul în regiunea centrală a insulei de unde curge spre vest. Principalii afluenți ai lui sunt Serpentine River și Franklin River. Fluviul alimentează pe parcurs lacul Gordon și se varsă pe coasta de vest a Tasmaniei, în golful Macquarie. Ținuturile care se află pe cursul lui sunt regiuni sălbatice  nelocuite. Olegas Truchanas, a fost unul dintre cei care au explorat regiunea stabilind că la confluența dintre Upper Gordon River și Lower Gordon Rive (Gordon River Superior și Inferior),  există un canion foarte greu de traversat.